# Sanjacado de Zor
El sanjacado de Zor (en turco: Deyr-i-Zor sancağı) fue un sanjacado del Imperio otomano, creado en 1857. Parte de su área fue separada del valiato de Bagdad. A veces se mencionaba a Zor como parte del valiato de Alepo, o del de Siria.
La capital era Deir ez-Zor, una ciudad en la orilla derecha (es decir, sur) del Éufrates, que también era la única ciudad considerable del sanjacado. A principios del siglo XX, el sanjacado tenía un área de 38 600 millas cuadradas (99 974 km²), y una población estimada de 100 000, en su mayoría nómadas árabes. La capital misma era solo una aldea antes de convertirse en el centro del sanjacado. 
Después de la caída del Imperio otomano en 1918, las fuerzas otomanas se retiraron del área dejando una tierra de nadie. Posteriormente, la región fue ocupada por nacionalistas iraquíes que representaban al Reino Árabe de Siria en Damasco y, tras el acuerdo Paulet-Newcombe de 1923, pasó a formar parte del Mandato francés de Siria. 

## Divisiones administrativas
Kazas del sanjacado:
1. Kaza de Deyr
2. Kaza de Ras al-Ayn
3. Kaza de Asare
4. Kaza de Abu Kamal